# Beauquesne
Beauquesne é uma comuna francesa na região administrativa de Altos da França, no departamento de Somme. Estende-se por uma área de 20,04 km². Em 2010 a comuna tinha 1 370 habitantes (densidade: 68,4 hab./km²).